# Štěnovický Borek
Štěnovický Borek (deutsch Borek b. Stienowitz) ist eine Gemeinde mit 366 Einwohnern in Tschechien. Sie liegt sieben Kilometer südwestlich der Stadt Starý Plzenec und gehört dem Okres Plzeň-město an. Die Katasterfläche beträgt 1163 ha.

## Geographie
Štěnovický Borek befindet sich in 412 m ü. M. am rechten Ufer des Čižický potok in einer waldreichen Hügellandschaft.
Nachbarorte sind Losiná im Nordosten, Nebílovský Borek und Chválenice im Osten, Nebílovy im Süden, Předenice im Südwesten, Čižice im Westen sowie Štěnovice im Nordwesten.

## Geschichte
Das Dorf Borek ist seit 1379 urkundlich nachweisbar. Die alte adelige Grundherrschaft wurde im Jahre 1700 zwischen den Herrschaften Štěnovice und Nebílovy geteilt und zur Unterscheidung erhielten beide Anteile gesonderte Namen. Štěnovický Borek war nach Prusíny gepfarrt, Nebílovský Borek nach Chválenice. Der jetzt gebräuchliche Name Štěnovický Borek entstand 1916 und analog dazu erhielt der andere Teil 1923 die Bezeichnung Nebílovský Borek.
Südwestlich des Ortes entstand am Bach eine Ferienhaussiedlung.
Zwischen Nebílovský Borek und dem Planiny befindet sich eine Granitlagerstätte, deren Gestein eine sehr gute Qualität aufweist und bereits seit dem Anfang des 18. Jahrhunderts abgebaut wird. Der Stein fand u. a. Verwendung beim Bau des Schlosses Kozel und der St. Martina-Kirche in Chválenice.
Speziell für deutsche Papiermaschinenhersteller werden Granitwalzen von einem Meter Durchmesser und einer Länge bis zu sechs Metern gefertigt. Neben dem in Betrieb stehenden Steinbruch liegen zwei Steinbruchteiche.
Bis zum 31. Dezember 2006 gehörte der Ort zum Okres Plzeň-jih.

## Gemeindegliederung
Zur Gemeinde Štěnovický Borek gehört der Ortsteil Nebílovský Borek (Borek b. Nebillau) sowie der Weiler V Lipí.

## Sehenswürdigkeiten
- Die barocke Kapelle des hl. Adalbert auf dem Planiny östlich von Nebílovský Borek wurde 1685 erbaut. Sie ist ein Nationales Kulturdenkmal. Jeweils am zweiten Sonntag im Jahre findet eine Kirchweihprozession statt. Der Legende nach soll der hl. Adalbert auf seinem Rückweg von Rom dort mit Kniefall Regen erbeten haben und Vertiefungen im Stein sollen durch die Abdrücke seiner Knie entstanden sein.
- Gedenkstein für Jan Hus in Nebílovský Borek, 1930 errichtet
- Denkmal für Gustav Habrman in Nebílovský Borek, 1935 errichtet
- Kapelle auf dem Dorfplatz in Nebílovský Borek
- Kapelle St. Barbara im Wäldchen „V Lipí“ südlich Štěnovický Borek, 1859 durch Anna Stolzpartová auf Střížovice, geb. Bendová z Nebílov, gestiftet